# Sillegny
Sillegny (Duits: Sillningen) is een gemeente in het Franse departement Moselle (regio Grand Est) en telt 351 inwoners (1999). De plaats maakt deel uit van het arrondissement Metz.

## Geografie
De oppervlakte van Sillegny bedraagt 10,6 km², de bevolkingsdichtheid is 33,1 inwoners per km².
De onderstaande kaart toont de ligging van Sillegny met de belangrijkste infrastructuur en aangrenzende gemeenten.

## Demografie
Onderstaande figuur toont het verloop van het inwonertal (bron: INSEE-tellingen).